# Mayra Rodríguez
Mayra Rodríguez (Guatemala City, Guatemala, 9 de julio de 1960),[cita requerida] es una destacada bailarina de ballet, que comenzó a bailar a los cuatro años. Cuando tenía 10 años, ingresó en la Escuela Nacional de Danza y Coreografía en la ciudad de Guatemala. Su primera maestra fue la bailarina profesional Sonia Juárez, y posteriormente estudió con Sonia Villalta. Susana Arévalo fue su primera maestra de Jazz. A lo largo de su educación, Mayra manifestó una desenvoltura natural y participó en el elenco de personajes menores. Tenía 15 años cuando Antonio Crespo la llamó para participar en el Ballet Guatemala. Sus maestros fueron Crespo, Brydon Paige, Christa Mertins, Jürguen Pagels, Paul Mejía, Jürgen Schneider, Sonia Juárez, Brenda Arévalo, Ana Elsy Aragón, Elías Colón, Denis Carey y Roberto Castañeda. El sexto y séptimo grado los cursó con Manuel Ocampo, fallecido en 2009.
En 1982 ganó la beca Melissa Hayden (Nueva York) en la Joffrey Ballet School, donde permaneció un año. Luego, invitada por el director, maestro y coreógrafo Igal Perry, participó en una audición para ingresar en el Perry Dance Center. Recibió formación en ballet clásico, ballet moderno, jazz, teatro y danza. Más tarde, se unió ya como bailarina al Perry Dance Ensemble en donde formó parte del elenco de bailarines de “Bolero”. En 1986, la Maestra Sara Neece la apoyó hasta llevarla al Ballet Fráncfort del Meno en Alemania, dirigido por William Forsythe, lugar donde estuvo durante ocho años. Su primera presentación fue “El lago de los cisnes”, donde desempeñó el papel principal. Luego habrían de llegar obras como "In the Middle", "Behind the China Dogs", el musical "Isabel’s Dance", "Robert Scott", "France Dance", "Skinny Love Songs", "Big White Baby Dog Slingerland", "Impressing the Czar", "Limb's Theorem", "Enemy in the Figure" y muchas otras. La compañía del Ballet de Fráncfort agrupaba a bailarines de todo el mundo, 40 en total.
Desde 1999, Mayra Rodríguez es instructora de pilates y maestra de ballet, certificada por Romana Kryzanowska y Sari Mejía-Santo. Dirige un estudio en Fráncfort del Meno, llamado Mayra-Pilates.